# Gilles Foret
Gilles Foret, homme politique belge, membre du Mouvement Réformateur (MR). Né à Liège le 17 mars 1978, il est le fils de l’ancien gouverneur de la province de Liège et Ministre, Michel Foret. Depuis décembre 2018, il est Échevin de la Transition écologique, de la Mobilité, de la Propreté et du Numérique de la ville de Liège.

## Parcours scolaire et professionnel
En 1996, il entreprend des études de droits à l’Université de Liège (ULg), où il obtient sa licence en 2002.
De 2004 à 2008, il travaille comme responsable de l’Agence Transport et Logistique Adecco à Liège Airport, et de 2009 à 2014, il est chargé des relations entreprises à la Chambre de Commerce et d’Industrie de Liège, Verviers, Namur.

## Parcours politique

### Conseiller communal de la Ville de Liège
Il prête serment comme Conseiller communal de la Ville de Liège en 2001 à l’âge de 22 ans et est réélu en 2006, 2012 et 2018.

### Président du MR de Liège-Ville
En 2012, lors des élections internes du MR liégeois, il devient président de la section locale du MR pour Liège. Il est réélu au même poste en 2016 jusqu’en 2021.

### Député fédéral lors de la 54ème législature de la Chambre des Représentants
Entre 2014 et 2019, il siège comme Député à la Chambre des Représentants. Il est membre des Commissions Infrastructure, Communications et Entreprises publiques ainsi que de la Commission Justice. Il préside également le Comité d’avis des questions scientifiques et technologiques.

### Échevin de la Transition écologique, de la Mobilité, de la Propreté et du Numérique
En 2018, il est désigné comme Échevin de la Transition écologique, de la Mobilité, de la Propreté et du Numérique de la Ville de Liège, au sein de la nouvelle majorité PS-MR.
Durant cette législature, il est à l’initiative des projets suivants : 
- Le Plan Climat pour la Ville de Liège (réduction des GES et adaptation de la Ville au changement climatique).
- Le Plan Canopée (qui vise à planter 24.000 arbres sur le territoire liégeois à l’horizon 2030)[6].

En parallèle, il réactualise le Plan de Mobilité Communal (2021) de la Ville de Liège et amplifie les actions pour favoriser les modes de déplacement actifs. Des partenariats se nouent et se renforcent entre la Ville de Liège et des acteurs privés de mobilité partagée.
Par ailleurs, il développe une politique plus répressive en matière de lutte contre la malpropreté, en étroite collaboration avec la Police locale et les services de la propreté.

### Premier échevin en charge de l’aménagement du territoire, de l’urbanisme, des espaces verts et de la propreté[9]
À la suite des élections communales de 2024, Gilles Foret a été réélu pour un nouveau mandat au sein du Collège communal de la Ville de Liège. Il occupe désormais la fonction de Premier échevin, avec des attributions couvrant l’Aménagement du territoire, l’Urbanisme, les Espaces verts et la Propreté.
Ses responsabilités incluent notamment :
- Aménagement du territoire et Urbanisme : autorisation de bâtir, inspection des bâtisses et suivi des indicateurs experts en matière urbanistique.
- Propreté et gestion des déchets : supervision des politiques de gestion des déchets et maintien de la propreté urbaine.
- Espaces verts et plantations : développement et entretien des espaces verts sur le territoire de la Ville de Liège.

Cette réélection marque le début de son cinquième mandat en tant que conseiller communal, au cours duquel il a réalisé le troisième meilleur score électoral toutes listes confondues à Liège.

### Député fédéral
Il est élu député à la Chambre des représentants à la suite des élections législatives fédérales belges de 2024.

## Implication citoyenne, culturelle et économique
Gilles Foret est actif dans la vie associative, culturelle et économique de la Cité Ardente : 
- Depuis 2006, il est administrateur du Créahm et du Trinkhall Museum.
- Depuis 2007, Il est administrateur de l’Orchestre Philharmonique Royal de Liège.
- Depuis 2013, il est le président-fondateur de l’ASBL « Le Phare de Liège »[11]. qui gère le phare se trouvant sur le Mémorial Interallié à Cointe.
- Durant 10 ans, il a été Président de l’Association pour la Promotion du Cinéma à Liège qui organisait le Festival du Film Policier de Liège.
- Durant ces 20 dernières années, il a exercé différents mandats d’administrateur au sein des Conseils d’administration du Marché de Liège, du Port Autonome de Liège, de Liège Airport, de la SPI, de l’ULiège et du GRE.
- Il est membre de la Commune Libre de Roture (2009), Ecuyer de la Confrérie de la Flammekueche (2012), Magneû de Makêye (2015), Maîsse Houyeû de la Confrérèye des Maîsse Houyeû dès Payis d’Lidje (2023) et membre d’honneur du Rotary Liège Rive Droite (2023).

## Vie privée
Cadet d’une fratrie de deux garçons, sa jeunesse se partage entre les mouvements de jeunesse, le football (où il joue notamment dans les équipes de jeunes du Standard), le folklore estudiantin, la cuisine et les voyages.
Il est marié et père de deux enfants.